# Méry (Frankrijk)
Méry is een gemeente in het Franse departement Savoie (regio Auvergne-Rhône-Alpes). De plaats maakt deel uit van het arrondissement Chambéry. Méry telde op 1 januari 2022 2.143 inwoners.

## Geografie
De oppervlakte van Méry bedroeg op 1 januari 2022 9,07 vierkante kilometer; de bevolkingsdichtheid was toen 236,3 inwoners per km².

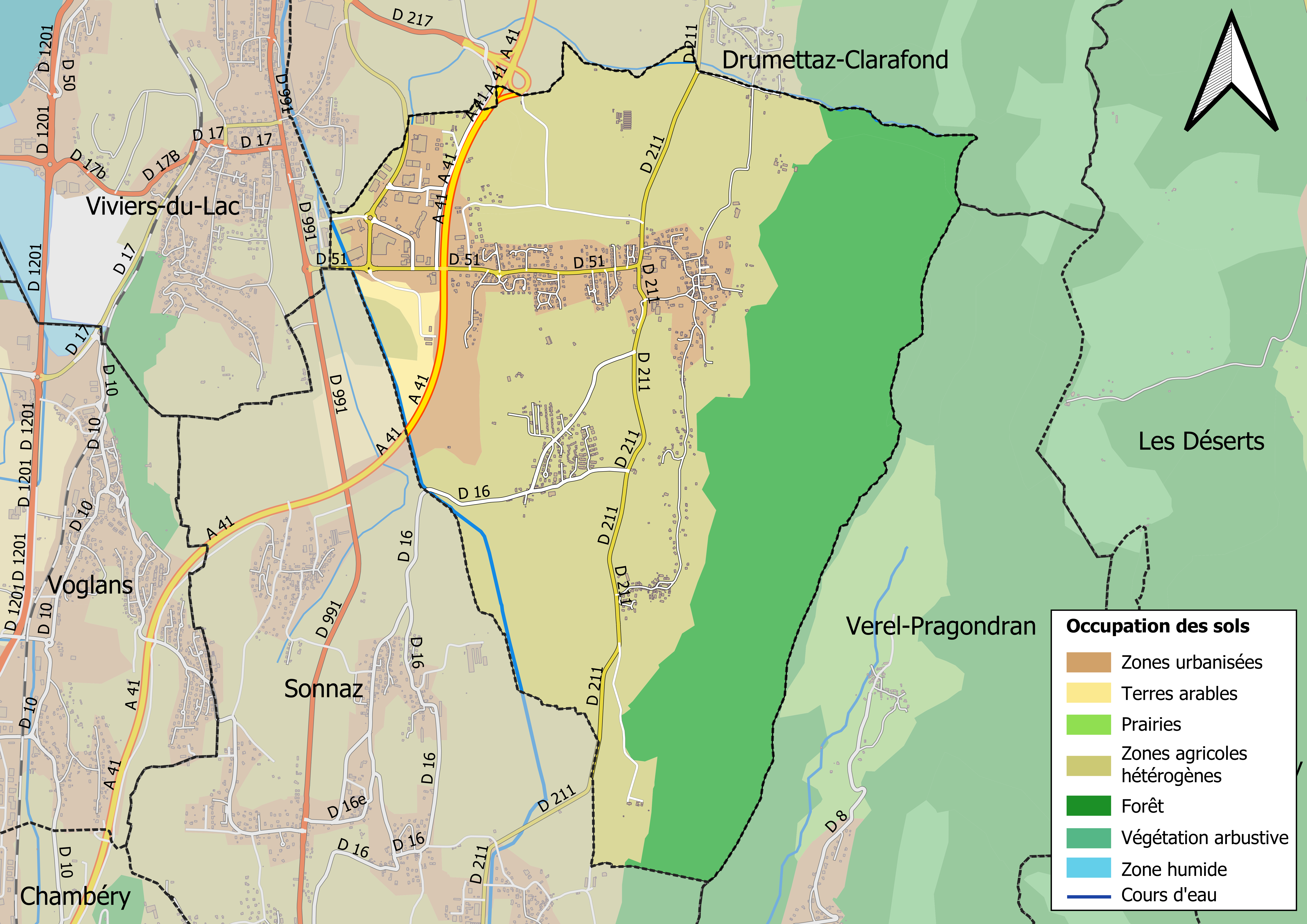
Kaart van de gemeente met de belangrijkste infrastructuur, bodemgebruik en omliggende gemeenten

## Demografie
Onderstaande figuur toont het verloop van het inwonertal (bron: INSEE-tellingen).